# Лехтинен, Йере
Йере Калерво Лехтинен (фин. Jere Kalervo Lehtinen; 24 июня 1973, Эспоо) — финский хоккеист, правый нападающий. Провёл 13 сезонов в НХЛ в составе «Даллас Старз».

## Карьера

### Игровая карьера
Лехтинен начинал карьеру в «Эспоо Блюз». За первый сезон он сыграл 45 матчей, но его команда не попала в плей-офф. Следующие два сезона он провел в составе «ТПС», где обратил на себя внимание скаутов НХЛ. В 1992 году он был задрафтован клубом «Миннесота Норт Старз» под общим 88-м номером. В 1993 году «Миннесота» переехала в Техас, и стала именоваться «Даллас Старз». Именно в составе этой команды Лехтинен выиграл Кубок Стэнли в 1998-1999. До выигрыша Кубка Стэнли, Лехтинен дважды признавался лучшим нападающим оборонительного плана, выигрывав «Селки Трофи» в 1998 и 1999 году. Свой третий «Селки Трофи» он выиграл в 2003 году, став третьим игроком, которому покорился рубеж в три выигранных «Селки Трофи». Все свои 14 сезонов в НХЛ Лехтинен провёл в «Далласе», завершив свою карьеру 8 декабря 2010 года.
Осенью 2014 года игровой номер Лехтинена (номер 10) был закреплен за ним навечно в «Эспоо». Послания для Лехтинена записали его бывшие партнеры по «Далласу» Майк Модано и Крэйг Людвиг. В конце 2015 года игровой номер 26 за Лехтиненом закрепили навечно в сборной Финляндии. 11 февраля 2017 года было объявлено, что номер Лехтинена, под которым он играл в «Далласе» (номер 26) будет за ним навсегда закреплён. Торжественная церемония поднятия баннера с его номером состоялась 24 ноября 2017 года перед домашней игрой против «Калгари Флэймз».

### Карьера функционером
В 2011 году приступил к работе в сборной Финляндии по хоккею в должности скаута. В 2014 году стал исполняющим обязанности генерального менеджера сборной Финляндии. В 2016 году Лехтинена назначили генеральным менеджером сборной, которую привел к большому количеству побед. С Лехтиненом во главе сборная Финляндии выиграла две серебряных медали Чемпионатов Мира по хоккею (2016, 2021), два раза выигрывал Чемпионат Мира (в 2019, 2022), становился бронзовым (2014) и золотым (2022) призером Олимпийских игр.

## Достижения
- Личные
  - Обладатель Фрэнк Дж. Селки Трофи: 1998, 1999, 2003
  - Символическая сборная "Всех звезд" чемпионата мира: 1995
  - Зал славы ИИХФ: введен в 2018 году[9]

- Командные
  - Обладатель Кубка Стэнли: 1999

- Международные
  - Зимние Олимпийские игры: Лиллехаммер (бронза), Нагано (бронза), Турин (серебро), Ванкувер (бронза)
  - Чемпионат мира: 1992 (серебро), 1994 (серебро), 1995 (золото), 2007 (серебро)